# ماساتو وسوقي
ماساتو وسوقي (باليابانية: 大杉 誠人) (2 فبراير 1983 في ميوشي في اليابان – )؛ هو لاعب كرة قدم ياباني سابق كان يلعب كمدافع.

## وصلات خارجية
- ماساتو وسوقي على موقع رابطة كرة القدم اليابانية للمحترفين (اليابانية)
- ماساتو وسوقي على موقع قاعدة بيانات كرة القدم.إي يو (الإنجليزية)
- ماساتو وسوقي على موقع Soccerway.com (الإنجليزية)